# Stefania Craxi
Stefania Gabriella Anastasia Craxi (Milano, 25 ottobre 1960) è una politica italiana, sottosegretaria di Stato agli affari esteri dal 2008 al 2011 nel governo Berlusconi IV. Deputata dal 2006 al 2013, dal 2018 è senatrice per Forza Italia.
A partire dal 10 novembre 2022 ricopre la carica di presidente della 3ª Commissione Affari esteri e difesa del Senato della Repubblica.

## Biografia
Figlia del presidente del Consiglio e segretario del PSI Bettino (1934-2000) e sorella maggiore di Bobo (1964), nel 1985 avvia una collaborazione con Canale 5, divenendo segretaria di produzione per il programma W le donne e per Miss Italia; nel 1986 fonda la Italiana Produzioni Audiovisive, poi ridenominata Aran e successivamente Endemol.
Dopo la morte del padre avvenuta nel 2000, lascia la carriera televisiva e dà vita alla Fondazione Craxi, con l'obiettivo di esaltare, attraverso convegni e documentari, la figura di leader socialista del padre.

## Vita privata
Si è sposata due volte: con l'imprenditore Renato Neri, da cui ha avuto il figlio Federico (1987); e con Marco Bassetti, stilista e designer milanese, già presidente e amministratore di Endemol ora alla guida di Banijay, da cui ha avuto le figlie Benedetta e Anita (1991).

## Attività politica

### Elezione a deputata e sottosegretaria agli esteri
In occasione delle elezioni politiche del 2006 approda alla Camera nelle liste di Forza Italia per la circoscrizione Lombardia 1, venendo rieletta nella medesima circoscrizione alle politiche del 2008 con Il Popolo della Libertà. Viene quindi nominata sottosegretario di Stato agli affari esteri con la nascita del governo Berlusconi IV, incarico che ricoprirà dall'8 maggio 2008 al 16 novembre 2011. Curiosamente, il fratello Bobo aveva ricoperto il medesimo incarico nel precedente governo (Prodi II) ma in rappresentanza del centro-sinistra.

### La nascita dei "Riformisti Italiani"

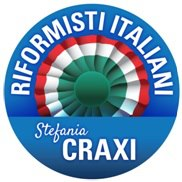
Logo dei Riformisti Italiani.

Il 26 novembre del 2011 lancia a Milano il movimento politico dei Riformisti Italiani, una nuova formazione politica di vocazione presidenzialista. Nel dicembre 2011 lascia il PdL e si iscrive al Gruppo misto.
Nel 2012 iniziano le assemblee regionali del movimento, in cui confluiscono i Socialisti Uniti - PSI. Nel gennaio 2013 i Riformisti Italiani depositano il proprio simbolo presso il Ministero dell'interno e annunciano di partecipare simbolicamente alle elezioni politiche di quell'anno correndo da soli in alcune circoscrizioni con proprie liste alla Camera ed al Senato per testimoniare la propria battaglia a favore del presidenzialismo; Stefania Craxi è capolista in quattro circoscrizioni, ma non è eletta a causa dello 0,49% raccolto dalla lista a livello nazionale.
Nel dicembre 2013 riprende il rapporto e la collaborazione dei Riformisti Italiani con la rinata Forza Italia e Silvio Berlusconi. Alle elezioni europee del 2014 sostiene l'amico ed ex compagno socialista Giovanni Toti, candidato capolista di Forza Italia nella circoscrizione nord-ovest ed i suoi candidati Riformisti Stefano Maullu nel nord-ovest ed Adriano Readler nella circoscrizione centro.
In occasione delle elezioni regionali in Liguria del 2015, l'associazione candida a consigliere Raffella Della Bianca, che non risulterà eletta, a supporto di Toti, candidato del centrodestra alla carica di Presidente. Nelle stesse elezioni sostiene i candidati Riformisti nelle liste di Forza Italia in Regioni come l'Umbria con Massimo Perari, in Toscana con Raffaele Mallardo, in Veneto e in Campania.

### Elezione a senatrice, vice-presidente e presidente della Commissione Esteri
In vista delle elezioni politiche del 2018, Stefania Craxi viene candidata al Senato nel collegio uninominale Lombardia - 06 (Monza-Seregno) per la coalizione di centro-destra in quota Forza Italia, ma viene anche candidata nel collegio plurinominale Lombardia - 05. Viene eletta nell’uninominale battendo con 142.960 voti (46,79%) gli sfidanti del centro-sinistra Cherubina Bertola (25,30%) e del Movimento 5 Stelle Gianmarco Corbetta (22,03%). Diventa vice presidente della Commissione Esteri.
Nel dicembre 2019 è tra i 64 firmatari (di cui 41 di Forza Italia) per il referendum confermativo sul taglio dei parlamentari: pochi mesi prima i senatori berlusconiani avevano disertato l'aula in occasione della votazione sulla riforma costituzionale.
Il 18 maggio 2022 viene eletta a sorpresa presidente della Commissione Affari esteri del Senato della Repubblica con 12 voti su 22.
Alle elezioni politiche del 2022 viene candidata al Senato nel collegio uninominale Sicilia - 03 (Gela) per il centro-destra, nonché rispettivamente al terzo e al quarto posto nelle liste di Forza Italia nei collegi plurinominali Lombardia - 01 e Lombardia - 02. Verrà eletta all'uninominale con il 37,5% staccando di 7 punti l'avversario del Movimento 5 Stelle. Nel novembre 2022 è eletta alla guida della nuova Commissione III (Difesa, Affari Esteri) del Senato, costituita con l'unificazione delle già presenti Affari Esteri e Difesa a seguito della riduzione del numero dei parlamentari decisa dal referendum costituzionale del 2020.

### Procedimenti giudiziari
Nel 1994 l'allora candidato sindaco di Roma Francesco Rutelli ha querelato Stefania Craxi per ingiurie e diffamazione, a seguito di pesanti appellativi a lui rivolti dalla stessa in un ristorante. In seguito al processo penale Stefania Craxi è stata condannata ad un risarcimento. Nel 2008, durante un'intervista ad un quotidiano, ha ripetuto i termini offensivi rivolti a Rutelli, il quale ha presentato una nuova querela chiedendo 100.000 euro di danni.
Nel 2015 è stata condannata dalla Corte di cassazione al pagamento di 676.000 euro di imposte erariali riferite alla sentenza penale di condanna di Bettino Craxi a seguito del processo per corruzione e finanziamento illecito per le tangenti della metropolitana milanese.
Nel 2021 è stata condannata dalla Corte di cassazione, insieme al fratello e alla madre, al pagamento di 10 miliardi di lire di tasse evase, oltre a 20.000 euro di spese legali, relativamente ad un conto in Svizzera detenuto dal padre. Secondo quanto appurato dai magistrati il conto era "materialmente riconducibile al Craxi e non al partito".

## Opere
- Nella buona e nella cattiva sorte, Koinè Nuove Edizioni, 2005
- Lo sbarco. Genesi di una passione politica, Koinè Nuove Edizioni, 2008
- All'ombra della storia. La mia vita tra politica e affetti, Piemme, 2024